# Hexatoma decurvata
Hexatoma decurvata là một loài ruồi trong họ Limoniidae. Chúng phân bố ở vùng nhiệt đới châu Phi.